# U-temo
U-temo（ゆうても、9月18日 - ）は、日本の漫画家、同人作家。大阪府在住。

## 来歴
2013年2月に、週刊ヤングジャンプ増刊『アオハル 0.99号』（集英社）掲載の『VS宇宙人』でデビュー。その後、『月刊コミックジーン』（KADOKAWA）にて、『そこにいたの西山さん』が2013年8月号から2014年6月号まで連載。『大魔法使いなんです…よね?』が2015年11月号から2016年11月号まで連載。『COMIC メテオ』（フレックスコミックス）にて、『もののけ荘のニートども』が2014年2月から2015年8月まで連載。『愛があれば××の差なんて』が2016年3月から2017年4月まで連載。『トーチweb』（リイド社）にて、『百合好きくんと百合好き好きくん』が2015年12月から2017年6月まで連載された。
『webアクション』（双葉社）にて、『百合オタに百合はご法度です!?』が2020年4月より連載中。『ゆりひめ@ピクシブ』（一迅社）にて、『今日はまだフツーになれない』を2020年8月より連載。
同人作家としては、サークル「テクノストレス」で活動をしている。主にCOMITIA、関西コミティアに参加している。

## 作品リスト

### 連載
- そこにいたの西山さん（『月刊コミックジーン』2013年8月号 - 2014年6月号）
- もののけ荘のニートども（『COMIC メテオ』2014年2月5日 - 2015年8月12日）
- 大魔法使いなんです…よね？（『月刊コミックジーン』2015年11月号 - 2016年11月号）
- 百合好きくんと百合好き好きくん（『トーチweb』2015年12月21日 - 2017年6月15日）
- 愛があれば××の差なんて（『COMIC メテオ』2016年3月30日 - 2017年4月12日）
- 百合オタに百合はご法度です!?（『webアクション』2020年4月10日 - 2022年11月11日）
- 今日はまだフツーになれない（『ゆりひめ@ピクシブ』2020年8月8日 - 2021年6月）
- オカワリいただけただろうか？（『webアクション』2024年11月22日[12] - ）

### 読み切り
- VS宇宙人（『アオハル 0.99号』2013年2月）
- 天王寺さんは世間知らず（『アオハル』2013年8月）
- 『カゲロウデイズ』のアンソロジー寄稿作品（原作：じん、『カゲロウデイズ公式アンソロジーコミック-WINTER-』2013年）
- 『カゲロウデイズ』のアンソロジー寄稿作品（原作：じん、『カゲロウデイズ公式アンソロジーコミック-SPRING-』2014年）
- となりのうどん屋（『となりのヤングジャンプ』2014年7月）
- 『カゲロウデイズ』のアンソロジー寄稿作品（原作：じん、『カゲロウデイズ公式アンソロジーコミック-BITTER-』2014年）
- ピースフルモン娘4コマ劇場（原作：オカヤド、『モンスター娘のいる日常 4コマアンソロジー』1巻、2015年） - 『モンスター娘のいる日常』のアンソロジー寄稿作品。
- 『カゲロウデイズ』のアンソロジー寄稿作品（原作：じん、『カゲロウデイズ公式アンソロジーコミック-REMEMBER-』2015年）
- モンスター娘とことわざを勉強しよう！（原作：オカヤド、『モンスター娘のいる日常 4コマアンソロジー』3巻、2016年） - 『モンスター娘のいる日常』のアンソロジー寄稿作品。
- 西さんと東さん（『ウルトラジャンプ』2019年3月号）
- Mの彼と吸血鬼の彼女（『ウルトラジャンプ』2019年4月号）
- 嘘には妹がいる（『マンガZERO』2019年6月）

### 書籍
- 『そこにいたの西山さん』、KADOKAWA〈MFコミックス ジーンシリーズ〉2013年 - 2014年、全2巻
- 『もののけ荘のニートども』、フレックスコミックス〈メテオCOMICS〉2015年、全3巻
- 『大魔法使いなんです…よね？』、KADOKAWA〈MFコミックス ジーンシリーズ〉2016年、全2巻
- 『百合好きくんと百合好き好きくん』、リイド社〈トーチコミックス〉2017年、全1巻
- 『愛があれば××の差なんて』、フレックスコミックス〈メテオCOMICS〉2016年 - 2017年、全2巻
- 『百合オタに百合はご法度です!?』、双葉社〈アクションコミックス〉2020年 - 2022年、全3巻
- 『今日はまだフツーになれない』、一迅社〈百合姫コミックス〉2021年、全1巻
- 『オカワリいただけただろうか？』、双葉社〈アクションコミックス〉2025年 - 、既刊1巻（2025年5月29日現在）
  1. 2025年5月29日発売[13][14]、ISBN 978-4-575-86090-0